# Xuất tinh sớm
Xuất tinh sớm xảy ra khi một người đàn ông đạt cực khoái và xuất tinh trong vài chục giây sau khi bắt đầu hoạt động tình dục và với kích thích dương vật tối thiểu. Nó còn được gọi là xuất tinh nhanh, hoặc ẩn dụ "chưa đi đến chợ đã hết tiền". Không có giới hạn thống nhất định nghĩa "quá sớm", nhưng sự đồng thuận của các chuyên gia tại Hiệp hội Y học Tình dục Quốc tế đã xác nhận định nghĩa khoảng một phút sau khi dương vật thâm nhập. Phân loại bệnh tật quốc tế (ICD-10) áp dụng thời hạn 15 giây kể từ khi bắt đầu quan hệ tình dục.
Mặc dù nam giới bị xuất tinh sớm mô tả rằng họ ít kiểm soát được việc xuất tinh hơn, nhưng không rõ điều đó có đúng không và nhiều hoặc hầu hết nam giới trung bình cũng báo cáo rằng họ ước mình có thể kéo dài hơn. Thời gian trễ xuất tinh điển hình của nam giới là khoảng 4–8 phút. Tình trạng ngược lại là xuất tinh chậm.
Những người đàn ông bị xuất tinh sớm thường cho biết họ gặp khó khăn về tình cảm và mối quan hệ, và một số tránh theo đuổi các mối quan hệ tình dục vì xấu hổ liên quan đến xuất tinh sớm. So với nam giới, phụ nữ coi xuất tinh sớm không phải là quá nặng nề, nhưng một số nghiên cứu cho thấy tình trạng này cũng khiến bạn tình nữ bị căng thẳng.

## Nguyên nhân
Nguyên nhân của xuất tinh sớm là không rõ ràng. Nhiều giả thuyết đã được đưa ra, bao gồm xuất tinh sớm là kết quả của việc thủ dâm nhanh chóng ở tuổi vị thành niên để tránh bị bắt quả tang, lo lắng về hiệu suất, tính hung hăng thụ động hoặc quan hệ tình dục quá ít; nhưng có rất ít bằng chứng hỗ trợ bất kỳ lý thuyết nào trong số này.
Một số cơ chế sinh lý đã được giả thuyết góp phần gây ra xuất tinh sớm, bao gồm các thụ thể serotonin, một khuynh hướng di truyền, tăng độ nhạy cảm của dương vật và dẫn truyền thần kinh không điển hình.
Nhân paragigantocellularis của não đã được xác định là có liên quan đến việc kiểm soát xuất tinh. Các nhà khoa học từ lâu đã nghi ngờ có mối liên hệ di truyền với một số dạng xuất tinh sớm. Tuy nhiên, các nghiên cứu đã không có kết quả trong việc phân lập gen chịu trách nhiệm về xuất tinh sớm suốt đời. Các nhà nghiên cứu khác đã lưu ý rằng những người đàn ông bị xuất tinh sớm có phản ứng thần kinh nhanh hơn ở các cơ vùng chậu.
Xuất tinh sớm có thể do viêm tuyến tiền liệt hoặc do tác dụng phụ của thuốc.

## Cơ chế
Quá trình vật lý của quá trình xuất tinh đòi hỏi hai hành động: phát ra và tống xuất. Sự phát xạ là giai đoạn đầu tiên. Trong đó có sự lắng đọng của chất lỏng từ ống dẫn tinh, túi tinh và tuyến tiền liệt vào sau niệu đạo. Giai đoạn thứ hai là giai đoạn đẩy ra: bàng quang sẽ đóng cổ, sau đó là sự co thắt nhịp nhàng của niệu đạo bởi cơ vùng chậu-đáy chậu và cơ hành xốp và sự giãn ra không liên tục của các cơ thắt ngoài niệu đạo.
Các tế bào thần kinh vận động giao cảm kiểm soát giai đoạn phát xạ của phản xạ xuất tinh, và giai đoạn xuất tinh được thực hiện bởi các tế bào thần kinh vận động soma và tự động. Các tế bào thần kinh vận động này nằm trong tủy sống ngực và tủy sống và được kích hoạt một cách phối hợp khi đầu vào cảm giác đủ để đạt đến ngưỡng phóng tinh đã đi vào hệ thần kinh trung ương.

### Thời gian xuất tinh
Báo cáo Kinsey năm 1948 nêu ra rằng 3/4 đàn ông xuất tinh trong vòng hai phút sau khi thâm nhập vào âm đạo trong hơn một nửa số lần quan hệ tình dục.
Các bằng chứng hiện tại ủng hộ thời gian trễ xuất tinh trong âm đạo (IELT, viết tắt từ intravaginal ejaculation latency time) trung bình là sáu phút rưỡi ở những người từ 18 đến 30 tuổi. Nếu phân vị IELT dưới 2,5% được coi là chứng rối loạn, thì xuất tinh sớm có thể tương đương với thời gian IELT dưới khoảng hai phút. Tuy nhiên, có thể  có những nam giới vốn có IELTs thấp bất thường, thấy hài lòng với kết quả của họ nên đã không tường trình lại về việc thiếu kiểm soát. Tương tự, những người có thời gian trễ xuất tinh cao hơn có thể được coi là xuất tinh sớm, chịu các tác dụng phụ bất lợi thường liên quan đến xuất tinh sớm, và thậm chí có lợi khi điều trị.

## Chẩn đoán
Theo tiêu chí dựa trên bằng chứng do Hiệp hội Y học Tình dục Quốc tế đưa ra vào năm 2014, xuất tinh sớm là một vấn đề y khoa vì không phải là kết quả của bệnh tâm thần không liên quan đến tình dục, một vấn đề trong một mối quan hệ nhất định hoặc do thuốc gây ra bởi người xuất tinh xung quanh một phút sau khi thâm nhập và trước khi người đó muốn xuất tinh, xảy ra trong thời gian dài hơn 6 tháng và xảy ra hầu như mọi lúc, khiến người bệnh lo âu. Những yếu tố này được xác định bằng cách nói chuyện với người đó, chứ không thông qua xét nghiệm chẩn đoán nào.
ICD-10 2007 đã định nghĩa xuất tinh sớm là xuất tinh mà không có sự kiểm soát và trong vòng khoảng 15 giây.

## Điều trị
Một số phương pháp điều trị đã được thử nghiệm để điều trị xuất tinh sớm. Phương pháp điều trị kết hợp giữa dùng thuốc và không dùng thuốc thường là phương pháp hiệu quả nhất.

### Tự điều trị
Nhiều nam giới cố gắng tự điều trị xuất tinh sớm bằng cách cố gắng đánh lạc hướng bản thân, chẳng hạn như cố gắng tập trung sự chú ý của họ khỏi kích thích tình dục. Có rất ít bằng chứng cho thấy nó có hiệu quả và nó có xu hướng làm giảm sự thỏa mãn tình dục của cả hai đối tác. Các phương pháp tự điều trị khác bao gồm đẩy chậm hơn, rút dương vật ra ngoài, xuất tinh có chủ đích trước khi quan hệ tình dục và sử dụng nhiều hơn một bao cao su. Không nên sử dụng nhiều hơn một bao cao su vì ma sát thường xuyên sẽ dẫn đến rách bao cao su. Một số người đàn ông báo cáo những điều này là hữu ích.
Đến thế kỷ 21, hầu hết nam giới bị xuất tinh sớm đều có thể tự chữa khỏi, tự mình hoặc nhờ bạn tình, sử dụng các nguồn tự lực, và chỉ những người có vấn đề nghiêm trọng bất thường mới phải tham khảo ý kiến của các nhà trị liệu tình dục, họ đã chữa khỏi từ 75 đến 80%.

### Phân tâm học
Lý thuyết của Freud cho rằng xuất tinh nhanh là một triệu chứng của chứng loạn thần kinh tiềm ẩn. Nó nói rằng người đàn ông có thù địch vô thức đối với phụ nữ, vì vậy anh ta xuất tinh nhanh chóng, điều này khiến anh ta thỏa mãn nhưng lại khiến người tình của anh ta thất vọng, vì phụ nữ khó có thể đạt được cực khoái nhanh chóng. Những người theo thuyết Freud cho rằng xuất tinh sớm có thể được chữa khỏi bằng phương pháp phân tâm học. Nhưng ngay cả những năm phân tích tâm lý cũng chẳng có mấy thành tựu trong việc chữa xuất tinh sớm.
Không có bằng chứng cho thấy đàn ông bị xuất tinh sớm có thái độ thù địch bất thường với phụ nữ.

### Liệu pháp tình dục
Một số kỹ thuật đã được phát triển và áp dụng bởi các nhà trị liệu tình dục, bao gồm các bài tập Kegel (để tăng cường cơ sàn chậu) và "kỹ thuật stop-start" của Masters và Johnson (để giải mẫn cảm cho phản ứng của đàn ông) và "kỹ thuật bóp" (để giảm bớt kích thích).:27
Để điều trị xuất tinh sớm, Masters và Johnson đã phát triển "kỹ thuật bóp", dựa trên kỹ thuật Semans do Tiến sĩ James Semans phát triển năm 1956. Nam giới được hướng dẫn chú ý đến mô hình kích thích của họ và học cách nhận biết cảm giác của họ ngay trước khi "điểm không thể trở lại", thời điểm sắp xuất tinh và không thể tránh khỏi. Cảm nhận được nó, họ phải ra hiệu cho bạn tình của mình, người này sẽ ép đầu dương vật vào giữa ngón cái và ngón trỏ, ức chế phản xạ xuất tinh và cho phép người đàn ông kéo dài hơn.
Kỹ thuật bóp có hiệu quả, nhưng nhiều cặp vợ chồng thấy nó quá rườm rà. Từ những năm 1970 đến những năm 1990, các nhà trị liệu tình dục đã cải tiến phương pháp tiếp cận của Masters và Johnson, phần lớn từ bỏ kỹ thuật bóp và tập trung vào một kỹ thuật đơn giản và hiệu quả hơn được gọi là kỹ thuật "stop-start". Trong suốt quá trình giao hợp, khi người đàn ông cảm nhận được mình sắp đạt đến cao trào, cả hai đối tác sẽ ngừng di chuyển và đứng yên cho đến khi cảm giác xuất tinh của người đàn ông giảm dần, lúc đó họ có thể lại tiếp tục giao hợp.
Những kỹ thuật này dường như có hiệu quả với khoảng một nửa số người, trong thời gian ngắn các nghiên cứu đã được thực hiện vào năm 2017.:27

### Dùng thuốc
Thuốc làm tăng tín hiệu serotonin trong não làm chậm quá trình xuất tinh và đã được sử dụng thành công để điều trị xuất tinh sớm. Chúng bao gồm các chất ức chế tái hấp thu serotonin có chọn lọc (SSRI), chẳng hạn như paroxetine hoặc dapoxetine, và clomipramine. Chậm xuất tinh thường bắt đầu trong vòng một tuần kể từ khi bắt đầu dùng thuốc. Các phương pháp điều trị làm tăng thời gian chậm xuất tinh lên gấp 6–20 lần so với trước khi dùng thuốc. Nam giới thường cho biết họ hài lòng với việc điều trị bằng thuốc, và nhiều người đã ngừng điều trị trong vòng một năm. Tuy nhiên, SSRIs có thể gây ra nhiều loại rối loạn chức năng tình dục khác nhau như không đạt cực khoái, rối loạn cương dương và giảm ham muốn tình dục.
Dapoxetine là một SSRI tác dụng ngắn có vẻ hoạt động khi được sử dụng khi cần thiết cho xuất tinh sớm. Nó thường được dung nạp tốt. Tramadol, một loại thuốc giảm đau uống không điển hình, dường như có hiệu quả.
Cũng có thể sử dụng các loại thuốc bôi ngoài da giải mẫn cảm như lidocain bôi vào đầu và thân dương vật. Chúng được sử dụng "khi cần thiết", 10–15 phút trước khi sinh hoạt tình dục và có ít tác dụng phụ toàn thân tiềm ẩn hơn so với thuốc viên. Đôi khi người nam không thích dùng thuốc bôi do làm giảm cảm giác ở dương vật cũng như cho bạn tình (do thuốc sẽ chuyển qua bạn tình).

### Phương pháp điều trị phẫu thuật
Hai phẫu thuật khác nhau có sẵn để điều trị vĩnh viễn xuất tinh sớm: cắt dây thần kinh sau lưng có chọn lọc (SDN) và nâng quy đầu dương vật bằng gel hyaluronan. Cả hai phương pháp điều trị đều được phát triển ở Hàn Quốc và khá phổ biến ở quốc gia này, với 72,9% bác sĩ tiết niệu Hàn Quốc coi SDN là phương pháp điều trị an toàn và hiệu quả. Các nghiên cứu sơ bộ đã gợi ý rằng cả hai đều tương đối an toàn và hiệu quả, nhưng do thiếu các thử nghiệm đối chứng ngẫu nhiên, với sự theo dõi lâu dài, Hiệp hội Y học Tình dục Quốc tế đã không thể xác nhận cắt có chọn lọc SDN và tăng quy đầu dương vật như là những lựa chọn để điều trị. Vai trò của phẫu thuật trong việc kiểm soát xuất tinh sớm sẽ vẫn chưa rõ ràng cho đến khi các nghiên cứu sâu hơn được hoàn thành.

## Dịch tễ học
Xuất tinh sớm là một rối loạn chức năng tình dục phổ biến ở nam giới; tuy nhiên, do sự thay đổi về thời gian cần thiết để xuất tinh và thời gian quan hệ tình dục mong muốn của bạn tình, khó có thể xác định tỷ lệ xuất tinh sớm chính xác phổ biến. Trong các cuộc khảo sát "Tình dục ở Mỹ" (1999 và 2008), các nhà nghiên cứu của Đại học Chicago phát hiện ra rằng từ tuổi vị thành niên đến 59 tuổi, khoảng 30% nam giới cho biết đã trải qua xuất tinh sớm ít nhất một lần trong 12 tháng trước đó, trong khi khoảng 10% cho biết có rối loạn cương dương (ED). Mặc dù rối loạn cương dương là vấn đề tình dục phổ biến nhất của nam giới sau 60 tuổi và theo một số ước tính, còn có thể phổ biến hơn xuất tinh sớm nói chung xuất tinh sớm vẫn là một vấn đề hệ trọng mà theo khảo sát, ảnh hưởng đến 28% nam giới ở độ tuổi 65–74, và 22% nam giới ở độ tuổi 75–85. Các nghiên cứu khác báo cáo tỷ lệ phổ biến xuất tinh sớm từ 3% đến 41% nam giới trên 18 tuổi, nhưng phần lớn ước tính tỷ lệ hiện mắc từ 20 đến 30% — khiến xuất tinh sớm trở thành một vấn đề tình dục rất phổ biến.
Có một quan niệm sai lầm phổ biến rằng đàn ông trẻ tuổi dễ bị xuất tinh sớm hơn và tần suất của nó giảm dần theo tuổi tác. Tuy nhiên, các nghiên cứu về tỷ lệ mắc bệnh đã chỉ ra rằng tỷ lệ xuất tinh sớm là không đổi giữa các nhóm tuổi.

## Lịch sử
Động vật có vú đực xuất tinh một cách nhanh chóng trong khi giao hợp, khiến một số nhà sinh vật học đã suy đoán rằng xuất tinh nhanh đã phát triển thành cấu trúc gen của nam giới để tăng cơ hội của họ có thể phát tán gen của mình.
Các vấn đề về kiểm soát xuất tinh đã được ghi nhận trong hơn 1.500 năm. Kamasutra, cuốn sổ tay về tình dục của Ấn Độ vào thế kỷ thứ 4 TCN, tuyên bố: "Phụ nữ yêu người đàn ông có năng lượng tình dục kéo dài lâu, nhưng họ lại bực bội với người đàn ông có năng lượng tình dục kết thúc nhanh chóng vì anh ta dừng lại trước khi họ đạt đến cao trào."

 Waldinger tóm tắt các quan điểm chuyên môn từ đầu thế kỷ XX trong cuốn sách của mình.
Nhà nghiên cứu tình dục Alfred Kinsey không coi xuất tinh nhanh là một vấn đề, mà xem nó như một dấu hiệu của "sức sống nam tính" mà không phải lúc nào cũng có thể chữa khỏi. Niềm tin rằng nó nên được coi là một căn bệnh hơn là một biến thể bình thường cũng đã bị tranh cãi bởi một số nhà nghiên cứu hiện đại.